# Olympische Sommerspiele 1956
| Medaillenspiegel               | Medaillenspiegel   | Medaillenspiegel | Medaillenspiegel | Medaillenspiegel | Medaillenspiegel |
| Platz                          | Land               | G                | S                | B                | Ges.             |
| ------------------------------ | ------------------ | ---------------- | ---------------- | ---------------- | ---------------- |
| 1                              | Sowjetunion        | 37               | 29               | 32               | 98               |
| 2                              | Vereinigte Staaten | 32               | 25               | 17               | 74               |
| 3                              | Australien         | 13               | 8                | 14               | 35               |
| 4                              | Ungarn             | 9                | 10               | 7                | 26               |
| 5                              | Italien            | 8                | 8                | 9                | 25               |
| 6                              | Schweden           | 8                | 5                | 6                | 19               |
| 7                              | Deutschland        | 6                | 13               | 7                | 26               |
| 8                              | Großbritannien     | 6                | 6                | 11               | 23               |
| 9                              | Rumänien           | 5                | 3                | 5                | 13               |
| 10                             | Japan              | 4                | 10               | 5                | 19               |
| …                              | …                  | …                | …                | …                | …                |
| 34                             | Österreich         | –                | –                | 2                | 2                |
| 35                             | Schweiz            | –                | –                | 1                | 1                |
| Vollständiger Medaillenspiegel |                    |                  |                  |                  |                  |

Die Olympischen Sommerspiele 1956 (offiziell Spiele der XVI. Olympiade genannt) fanden vom 22. November bis zum 8. Dezember 1956 in der australischen Stadt Melbourne statt. Es waren die ersten Olympischen Sommerspiele in der südlichen Hemisphäre. Wegen der strengen Quarantänebestimmungen für Pferde wurden die Reiterspiele jedoch fünf Monate früher vom 10. bis 17. Juni in Stockholm (Schweden) ausgetragen.

## Vergabe
Melbourne wurde auf der 43. Sitzung des IOC am 28. April 1949 in Rom zum Austragungsort gewählt. Im letzten Wahlgang setzte sich die Stadt mit einer Stimme Vorsprung gegen Buenos Aires durch. Andere Bewerberstädte waren Mexiko-Stadt sowie mit Los Angeles, Detroit, Chicago, Minneapolis, Philadelphia und San Francisco sechs US-amerikanische Städte.
Ergebnisse der Wahlgänge:
| Ort           | Land               | Runde 1 | Runde 2 | Runde 3 | Runde 4 |
| ------------- | ------------------ | ------- | ------- | ------- | ------- |
| Melbourne     | Australien         | 14      | 18      | 19      | 21      |
| Buenos Aires  | Argentinien        | 9       | 12      | 13      | 20      |
| Los Angeles   | Vereinigte Staaten | 5       | 4       | 5       | —       |
| Detroit       | Vereinigte Staaten | 2       | 4       | 4       | —       |
| Mexiko-Stadt  | Mexiko             | 9       | 3       | —       | —       |
| Chicago       | Vereinigte Staaten | 1       | —       | —       | —       |
| Minneapolis   | Vereinigte Staaten | 1       | —       | —       | —       |
| Philadelphia  | Vereinigte Staaten | 1       | —       | —       | —       |
| Montreal      | Kanada             | 0       | —       | —       | —       |
| San Francisco | Vereinigte Staaten | 0       | —       | —       | —       |

## Zeremonien

### Eröffnungsfeier
Offiziell eröffnet wurden die Spiele durch Philip, Duke of Edinburgh. Den Athleteneid sprach der australische Leichtathlet John Landy. Letzter Fackelträger war der australische Leichtathlet Ron Clarke.

### Schlussfeier
Vor 1956 liefen die Sportler bei der Schlussfeier, wie bei der Eröffnung, nach Nationen getrennt ein. In Melbourne kamen nach einem Vorschlag des 17-jährigen Melbourners John Wing  als Symbol globaler sportlicher Verbundenheit zur Schlussfeier alle gemischt ins Stadion. Nachdem Wing die Eröffnungsfeier gesehen hatte, wandte er sich mit einem Brief an die Organisatoren, in dem er vorschlug, dass die Athleten bei der Schlussfeier nicht mehr nach Nationen getrennt einmarschieren, sondern sich frei bewegen können sollten. Damit stellten die Athleten sich als Mitglieder einer großen olympischen Familie dar, in der es keine Nationen und Grenzen gebe. Der Vorschlag und die daraufhin ungezwungen abgelaufene Abschlussfeier fanden großen Anklang, sodass dies seither als olympische Tradition gilt.

## Herausragende Sportler
- Die erfolgreichsten Sportler waren die Turnerinnen Ágnes Keleti aus Ungarn mit vier Goldmedaillen und zwei Silbermedaillen und Larissa Latynina aus der Sowjetunion mit vier Goldmedaillen, einer Silbermedaille und einer Bronzemedaille.
- Der beste männliche Sportler war der sowjetische Turner Wiktor Tschukarin mit drei Goldmedaillen, einer Silbermedaille und einer Bronzemedaille.
- Herausragende Leistungen von Sportlern des Gastgeberlandes kamen von der Sprinterin Betty Cuthbert mit den Goldmedaillen über 100 Meter, 200 Meter und in der 4-mal-100-Meter-Staffel sowie der Schwimmerin Dawn Fraser mit zwei Goldmedaillen und einer Silbermedaille.
- Zur olympischen Legende wurde der deutsche Olympiasieger Hans Günter Winkler mit seiner Wunderstute Halla während der Reiterspiele in Stockholm.

## Erwähnenswertes

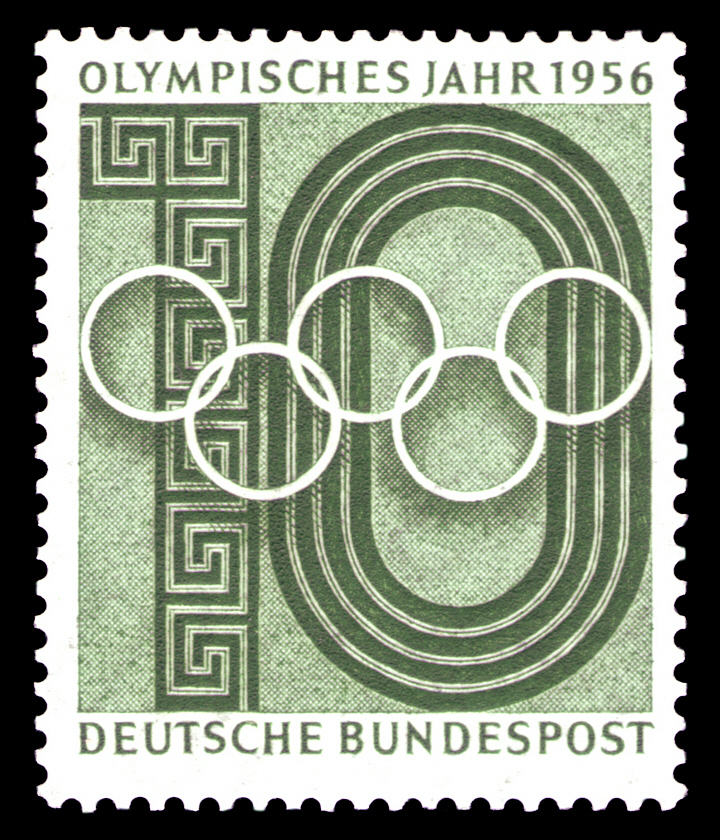
Briefmarke der Deutschen Bundespost (1956): Olympisches Jahr 1956

- Zum ersten Mal in der Geschichte wurden die Olympischen Spiele außerhalb Europas und den USA auf der Südhalbkugel ausgetragen.
- Beim finalen Fackellauf in Sydney gab sich der Tiermedizin-Student Barry Larkin verkleidet und mit einer aus Hausrat gebastelten Fackel als Fackelträger aus. Er wurde von örtlichen Polizeikräften bis zum Empfang des Bürgermeisters eskortiert, wo dieser auf den Fehler aufmerksam gemacht wurde. Mit der von insgesamt neun Studenten der Universität Sydney organisierten Aktion wollten diese gegen den Fackellauf protestieren und auf den nationalsozialistischen Ursprung des Brauchs aufmerksam machen.[3]
- Der Flug der österreichischen Ruderer und mit 47 Sportlern aus Deutschland und 27 aus Jugoslawien war von einem Zwischenfall begleitet, so dass alle mit 15 Stunden Verspätung in Melbourne landeten. Von Hamburg aus gestartet, gab es eine Zwischenlandung in Anchorage, danach war das Ziel Honolulu, doch setzte ein Motor aus, so dass die Maschine nach Anchorage zurückkehren musste. Die Reparatur nahm fast einen ganzen Tag in Anspruch.[4]
- Fahnenträger für die deutsche Mannschaft bei der Eröffnungsfeier war der Leichtathlet Karl-Friedrich Haas.
- Der Eröffnungstag (Donnerstag, 22. November) wurde zum allgemeinen Feiertag erklärt. Alle Schulen, Fabriken, Ämter, Banken und Geschäfte hielten geschlossen, Gaststätten waren nur bis 18:00 geöffnet. Es gab bereits Ausscheidungsspiele im Basketball, die aber noch nicht zum olympischen Turnier zählten. Österreich stellte 29 Athleten. Der Österreichische Rundfunk brachte täglich Direktübertragungen, die allerdings vom Deutschen Rundfunk übernommen wurden.[5] Um 15:00 Ortszeit marschierten die Nationen zur Eröffnung ein. Österreich war die vierte Nation, Fahnenträger war der Radfahrer Franz Wimmer. Die Dressenfarbe (braun/beige abgestuft) des Teams wurde jedoch als wenig schwungvoll, bei den Damen eher einer »Bahnhofsmission« zuzuordnend, eingestuft. Großen Beifall erhielt das ungarische Team, welches ohne sowjetische Embleme auftrat. Das US-Team war in weiß und dunkelblau gekleidet, die Damen trugen rote Stöckelschuhe und rote Handtaschen. Die Damen der Sowjetunion waren ganz in weiß gekleidet. Als letztes Team marschierte Gastgeber Australien ein. Die Eröffnung wurde von Prinz Philip, dem Herzog von Edinburgh, vorgenommen. Gleichzeitig mit Melbourne entzündete vor dem Landestheater in Innsbruck Olympiasieger Toni Sailer die olympische Flamme.[6]
- Das olympische Dorf befand sich im Melbourne-Vorort Heidelberg und bot 6.000 Sportlern Platz.[7]
- Die erste Goldmedaille für Deutschland in Melbourne gewannen die Kanuten Meinrad Miltenberger und Michel Scheuer im Zweierkajak. Dies war auch die erste Goldmedaille für eine deutsche Mannschaft seit den Spielen in Berlin 1936; 1948 war Deutschland ausgeschlossen; 1952 hatten weder Westdeutschland noch das Saarland eine Goldmedaille erringen können, die DDR hatte nicht teilgenommen.
- Carlo Pedersoli, später besser bekannt unter dem Namen Bud Spencer, nahm zum zweiten Mal nach 1952 an Olympischen Spielen teil. Er erreichte über 100 Meter Freistil den elften Platz.
- Die Spiele waren die ersten, die live im Fernsehen übertragen wurden.
- Bei den Spielen war es zum Eklat gekommen, als für das nationalchinesische Team versehentlich die Flagge der Volksrepublik China gehisst wurde. Die nationalchinesischen Athleten stürmten daraufhin unter dem Jubel der Zuschauer den Fahnenmast und rissen die rote Flagge herunter.
- Die Spiele von Melbourne wurden auch als „die freundlichen Spiele“ bezeichnet.
- Die Sportler Ungarns ernteten beim Einzug ins Stadion während der Eröffnungsfeier mehr Beifall als die Gastgebermannschaft Australiens. Berühmt und berüchtigt wurde das Blutspiel von Melbourne, das Aufeinandertreffen der ungarischen mit der sowjetischen Auswahl am vorletzten Spieltag des olympischen Wasserballturniers. Beim Stand von 4:0 für die ungarischen Wasserballer wurde die beiderseits mit großer Aggressivität geführte Partie eine Minute vor Ablauf der regulären Spielzeit abgebrochen. Nach dem Abbruch musste die Polizei einschreiten, weil das Publikum – zu einem großen Teil aus Exil-Ungarn bestehend – die sowjetischen Wasserballer aggressiv anging. In der gemeinsamen Umkleidekabine trennte eine Kette aus Polizisten die beiden Mannschaften. Zweieinhalb Wochen vor Beginn der Spiele war der Ungarische Volksaufstand durch den Einmarsch der Sowjetarmee blutig niedergeschlagen worden.

Nach den Spielen wurden die ungarischen Olympiasieger zu einer Gastspielreise in die USA eingeladen, womit der Gedanke einer Emigration verbunden war. Sechs der Sportler nahmen das Angebot an, kehrten aber bis auf Ervin Zádor früher oder später in ihre Heimat zurück. 2006 wurde die Geschichte der ungarischen Wasserballmannschaft unter dem Titel Children of Glory verfilmt. Allerdings verließen bereits in Melbourne einige des ungarischen Teams ohne Bekanntgabe des Reiseziels bzw. es entschlossen sich auch sehr viele, in Australien zu bleiben.
- Die Reiterspiele der XVI. Olympiade fanden 1956 im schwedischen Stockholm statt. Vom 10. bis 17. Juni wurden im Stockholmer Olympiastadion aus dem Jahr 1912 die sechs olympischen Wettbewerbe des Reitsportes ausgetragen.

## Teilnehmer

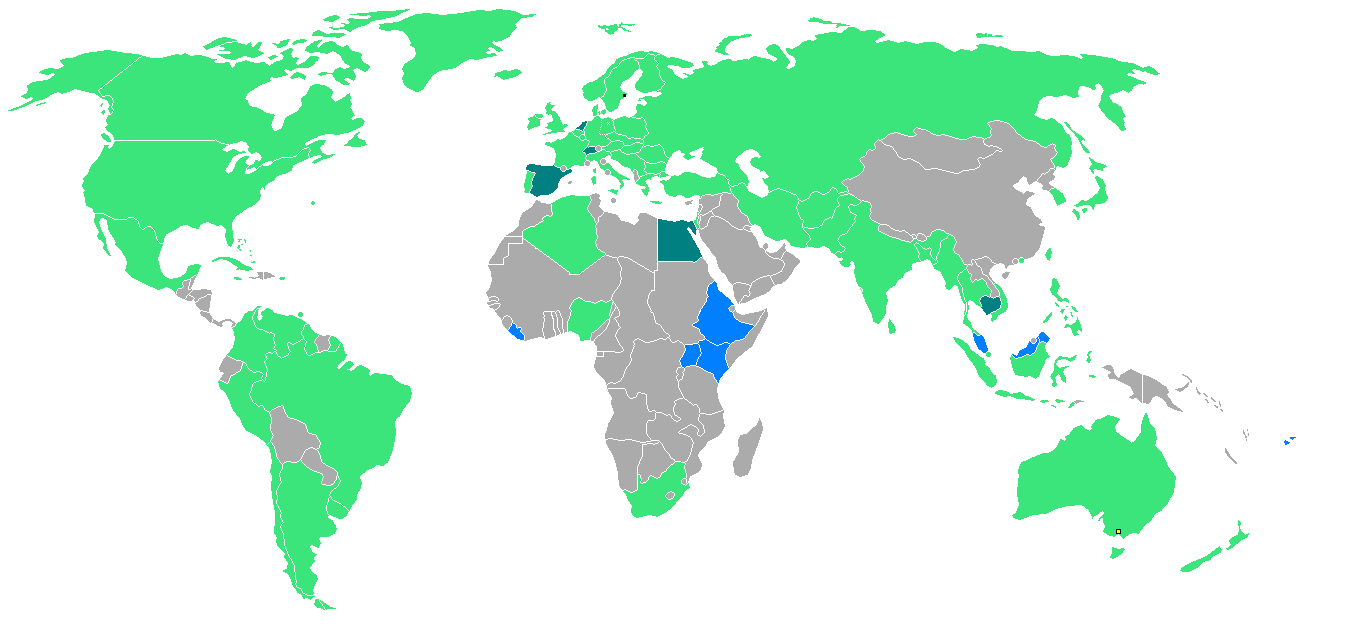
Karte der teilnehmenden Nationen. Grün markierte Länder waren bereits vor Melbourne Teilnehmer. Blau markiert sind Länder, die ihre Olympiapremiere hatten. Dunkelgrün markierte Länder boykottierten die Spiele in Melbourne.

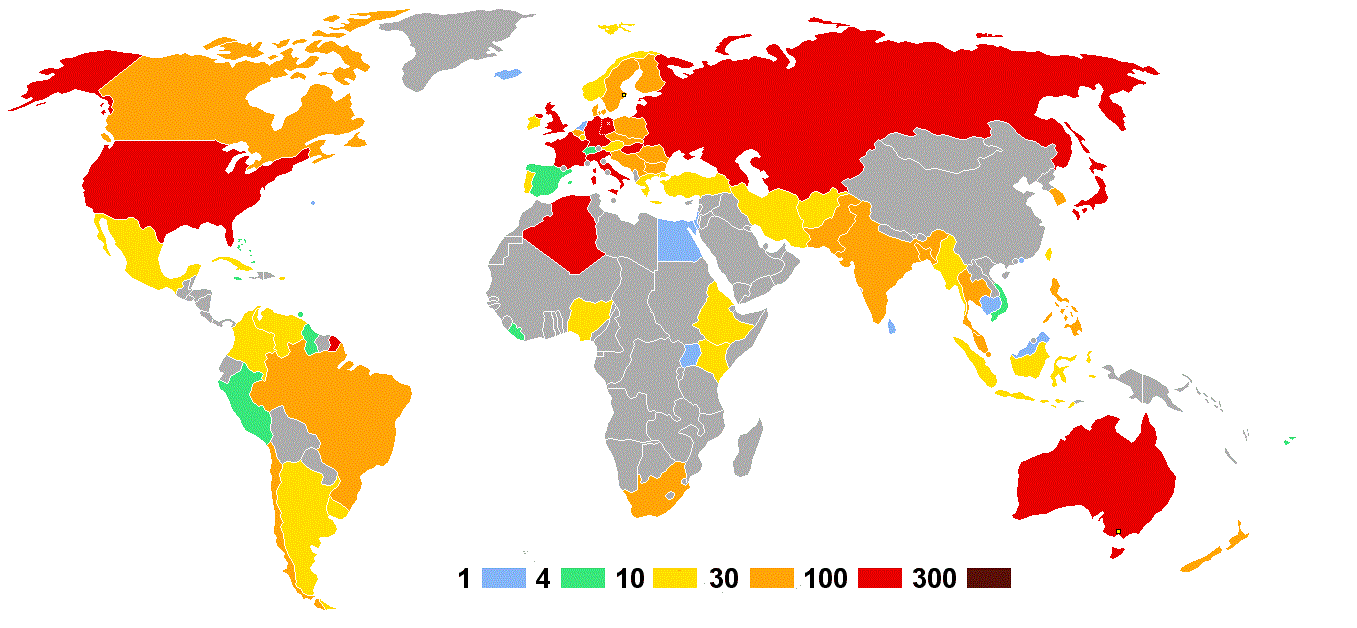
Anzahl der Athleten

An den Spielen insgesamt nahmen 3348 Sportler aus 72 Nationen teil: in Stockholm 164 Sportler aus 29 Nationen, in Melbourne nur noch 67 Nationen mit 3184 Sportlern (2813 Männer, 371 Frauen). Äthiopien, Fidschi, Kenia, Liberia, Malaya und Nord-Borneo – heute sind beide Länder Teile Malaysias – und Uganda hatten ihr olympisches Debüt.

### Liste der Teilnehmer
Teilnehmer der Olympischen Reiterspiele 1956 in Stockholm
| Europa (1.595 Athleten aus 24 Nationen) | Europa (1.595 Athleten aus 24 Nationen)                                                                                       | Europa (1.595 Athleten aus 24 Nationen)                                                                                              |
| --- | --- | --- |
| - Belgien (54) - Bulgarien (43) - Dänemark (31) - Gesamtdeutsche Mannschaft (158) - Finnland (64) - Frankreich (137) - Griechenland (13) - Großbritannien (189) | - Irland (12) - Island (2) - Israel (3) - Italien (129) - Jugoslawien (35) - Luxemburg (11) - Norwegen (18) - Österreich (29) | - Polen (64) - Portugal (5) - Rumänien (44) - Schweden (88) - Sowjetunion (272) - Tschechoslowakei (63) - Türkei (23) - Ungarn (108) |
| Amerika (641 Athleten aus 17 Nationen) | | |
| - Argentinien (28) - Bahamas (4) - Bermuda (3) - Brasilien (44) - Britisch-Guayana (4) - Chile (33)                                                             | - Jamaika (6) - Kanada (92) - Kolumbien (26) - Kuba (16) - Mexiko (24) - Peru (8)                                             | - Puerto Rico (10) - Trinidad und Tobago (6) - Uruguay (21) - Venezuela (19) - Vereinigte Staaten (297)                              |
| Asien (509 Athleten aus 17 Nationen) | | |
| - Afghanistan (12) - Birma (11) - Ceylon (3) - China, Republik (20) - Hongkong (2) - Indien* (59)                                                               | - Indonesien (22) - Iran (17) - Japan (110) - Korea, Republik (35) - Malaya* (32) - Nordborneo* (2)                           | - Pakistan (55) - Philippinen (39) - Singapur (49) - Thailand (35) - Vietnam, Republik (6)                                           |
| Ozeanien (350 Athleten aus 3 Nationen) | | |
| - Australien (294) | - Fidschi* (5) | - Neuseeland (51) |
| Afrika (104 Athleten aus 6 Nationen) | | |
| - Äthiopien* (12) - Kenia* (25) | - Liberia* (4) - Nigeria (10)                                                                                                 | - Südafrikanische Union (50) - Uganda* (3)                                                                                           |
| (Anzahl der Athleten) *erstmalige Teilnahme an Sommerspielen | | |

Das damals geteilte Deutschland nahm, wie auch später bei den Olympischen Spielen 1960 und 1964, mit einer gesamtdeutschen Mannschaft teil. Sie vereinte Sportler aus der Bundesrepublik, der DDR sowie dem 1956 noch autonomen Saarland. Dieses erste gesamtdeutsche Team trat unter der Fahne Schwarz-Rot-Gold (ohne Wappen) an, die bis September 1959 die offizielle Fahne sowohl der Bundesrepublik als auch der DDR war. Für die Aufstellung der gesamtdeutschen Mannschaft bei den Winter- und Sommerspielen 1956 erhielten die Nationalen Olympischen Komitees der beiden deutschen Staaten 1958 vom IOC die Alberto-Bonacossa-Trophäe.

### Boykotte
Drei Staaten (Spanien, Niederlande, Schweiz) boykottierten die Spiele wegen des Einmarsches der Staaten des Warschauer Pakts in Ungarn (Ungarischer Volksaufstand) nur wenige Wochen vor den Spielen. Zwar hob das Nationale Olympische Komitee der Schweiz am 11. November den Boykottbeschluss auf, nachdem das IOC interveniert hatte, aber auch nominierte Schweizer Olympiakandidaten protestiert hatten, doch nur wenige Tage später wurde die Nichtteilnahme definitiv. Der Grund war, dass es den Verantwortlichen nicht mehr gelungen war, eine Transportmöglichkeit nach Melbourne aufzutreiben. Es gab auch einen Zwischenfall im olympischen Dorf wegen der kommunistischen Symbole auf der ungarischen Nationalflagge. Drei weitere Staaten (Ägypten, Libanon, Irak) boykottierten die Spiele wegen der Sueskrise. An den vorgezogenen Reiterspielen im Juni hatten Spanien, die Niederlande, die Schweiz und Ägypten noch teilgenommen. Die Volksrepublik China gab zwei Wochen vor den Spielen bekannt, dass sie nicht teilnehmen werde, weil die Republik Taiwan zugelassen wurde.

## Wettkampfprogramm
Es wurden in Melbourne 145 Wettbewerbe (114 für Männer, 26 für Frauen und 5 offene Wettbewerbe) in 16 Sportarten/20 Disziplinen ausgetragen. Wegen der Quarantänebestimmungen von Australien für Pferde fand der Reitsport in Stockholm (1 Sportart, 3 Disziplinen, 6 Wettbewerbe (2 für Männer und vier offene Wettkämpfe)) statt. Das waren 2 Wettbewerbe, aber gleich viele Sportarten/Disziplinen wie in Helsinki 1952. Nachfolgend die Änderungen im Detail:
- In der Leichtathletik wurden das 10.000-m-Gehen Männer durch das 20-km-Gehen ersetzt.
- Im Schwimmen wurde das Programm für Männer um 200 m Schmetterling erweitert – für Frauen um 100 m Schmetterling.
- Beim Segeln ersetzte die offene Klasse Sharpie die offene 6-m-Klasse.

### Olympische Sportarten/Disziplinen
- Basketball Gesamt (1) = Männer (1)
- Boxen Gesamt (10) = Männer (10)
- Fechten Gesamt (7) = Männer (6)/Frauen (1)
- Fußball Gesamt (1) = Männer (1)
- Gewichtheben Gesamt (7) = Männer (7)
- Hockey Gesamt (1) = Männer (1)
- Kanu Gesamt (9) = Männer (8)/Frauen (1)
- Leichtathletik Gesamt (34) = Männer (24)/Frauen (10)
- Moderner Fünfkampf Gesamt (2) = Männer (2)
- Radsport
  -  Bahn Gesamt (4) = Männer (4)
  -  Straße Gesamt (2) = Männer (2)
- Reiten siehe Olympische Reiterspiele 1956 in Stockholm
- Ringen
  -  Freistil Gesamt (8) = Männer (8)
  -  Griechisch-römisch Gesamt (8) = Männer (8)
- Rudern Gesamt (7) = Männer (7)
- Schießen Gesamt (7) = Männer (7)
- Schwimmsport
  -  Schwimmen Gesamt (13) = Männer (7)/Frauen (6)
  -  Wasserball Gesamt (1) = Männer (1)
  -  Wasserspringen Gesamt (4) = Männer (2)/Frauen (2)
- Segeln Gesamt (5) = Offen (5)
- Turnen Gesamt (15) = Männer (8)/Frauen (7)

Anzahl der Wettkämpfe in Klammern

### Zeitplan
| Zeitplan                  | Zeitplan           | Zeitplan                                   | Zeitplan                                   | Zeitplan                                   | Zeitplan                                   | Zeitplan                                   | Zeitplan                                   | Zeitplan                                   | Zeitplan                                   | Zeitplan                                   | Zeitplan                                   | Zeitplan                                   | Zeitplan                                   | Zeitplan                                   | Zeitplan                                   | Zeitplan                                   | Zeitplan                                   | Zeitplan                                   | Zeitplan           | Zeitplan  |
| Disziplin                 | Disziplin          | Do. 22.                                    | Fr. 23.                                    | Sa. 24.                                    | So. 25.                                    | Mo. 26.                                    | Di. 27.                                    | Mi. 28.                                    | Do. 29.                                    | Fr. 30.                                    | Sa. 1.                                     | So. 2.                                     | Mo. 3.                                     | Di. 4.                                     | Mi. 5.                                     | Do. 6.                                     | Fr. 7.                                     | Sa. 8.                                     | Ent- schei- dungen | Zuschauer |
| Disziplin                 | Disziplin          | November                                   | November                                   | November                                   | November                                   | November                                   | November                                   | November                                   | November                                   | November                                   | Dezember                                   | Dezember                                   | Dezember                                   | Dezember                                   | Dezember                                   | Dezember                                   | Dezember                                   | Dezember                                   | Ent- schei- dungen | Zuschauer |
| ------------------------- | ------------------ | ------------------------------------------ | ------------------------------------------ | ------------------------------------------ | ------------------------------------------ | ------------------------------------------ | ------------------------------------------ | ------------------------------------------ | ------------------------------------------ | ------------------------------------------ | ------------------------------------------ | ------------------------------------------ | ------------------------------------------ | ------------------------------------------ | ------------------------------------------ | ------------------------------------------ | ------------------------------------------ | ------------------------------------------ | ------------------ | --------- |
| Eröffnungsfeier           | Eröffnungsfeier    |                                            |                                            |                                            |                                            |                                            |                                            |                                            |                                            |                                            |                                            |                                            |                                            |                                            |                                            |                                            |                                            |                                            |                    | 87.733    |
| Basketball                | Basketball         |                                            |                                            |                                            |                                            |                                            |                                            |                                            |                                            |                                            | 1                                          |                                            |                                            |                                            |                                            |                                            |                                            |                                            | 1                  | 60.556    |
| Boxen                     | Boxen              |                                            |                                            |                                            |                                            |                                            |                                            |                                            |                                            |                                            | 10                                         |                                            |                                            |                                            |                                            |                                            |                                            |                                            | 10                 | 35.628    |
| Fechten                   | Fechten            |                                            | 1                                          |                                            |                                            | 1                                          |                                            | 1                                          | 1                                          | 1                                          |                                            |                                            | 1                                          |                                            | 1                                          |                                            |                                            |                                            | 7                  | 20.767    |
| Fußball                   | Fußball            |                                            |                                            |                                            |                                            |                                            |                                            |                                            |                                            |                                            |                                            |                                            |                                            |                                            |                                            |                                            |                                            | 1                                          | 1                  | 194.270   |
| Gewichtheben              | Gewichtheben       |                                            | 2                                          | 2                                          |                                            | 3                                          |                                            |                                            |                                            |                                            |                                            |                                            |                                            |                                            |                                            |                                            |                                            |                                            | 7                  | 9.374     |
| Hockey                    | Hockey             |                                            |                                            |                                            |                                            |                                            |                                            |                                            |                                            |                                            |                                            |                                            |                                            |                                            |                                            | 1                                          |                                            |                                            | 1                  | 40.560    |
| Kanu                      | Kanu               |                                            |                                            |                                            |                                            |                                            |                                            |                                            |                                            | 4                                          | 5                                          |                                            |                                            |                                            |                                            |                                            |                                            |                                            | 9                  | 2.569     |
| Leichtathletik            | Leichtathletik     |                                            | 3                                          | 5                                          |                                            | 5                                          | 4                                          | 5                                          | 2                                          | 3                                          | 6                                          |                                            |                                            |                                            |                                            |                                            |                                            |                                            | 33                 | 661.231   |
| Moderner Fünfkampf        | Moderner Fünfkampf |                                            |                                            |                                            |                                            |                                            |                                            | 2                                          |                                            |                                            |                                            |                                            |                                            |                                            |                                            |                                            |                                            |                                            | 2                  | 3.908     |
| Radsport                  | Bahn               |                                            |                                            |                                            |                                            |                                            |                                            |                                            |                                            |                                            |                                            |                                            |                                            | 1                                          |                                            | 3                                          |                                            |                                            | 4                  | 29.572    |
| Radsport                  | Straße             |                                            |                                            |                                            |                                            |                                            |                                            |                                            |                                            |                                            |                                            |                                            |                                            |                                            |                                            |                                            | 2                                          |                                            | 2                  | 29.572    |
| Reitsport                 | Reitsport          | siehe Olympische Reiterspiele in Stockholm | siehe Olympische Reiterspiele in Stockholm | siehe Olympische Reiterspiele in Stockholm | siehe Olympische Reiterspiele in Stockholm | siehe Olympische Reiterspiele in Stockholm | siehe Olympische Reiterspiele in Stockholm | siehe Olympische Reiterspiele in Stockholm | siehe Olympische Reiterspiele in Stockholm | siehe Olympische Reiterspiele in Stockholm | siehe Olympische Reiterspiele in Stockholm | siehe Olympische Reiterspiele in Stockholm | siehe Olympische Reiterspiele in Stockholm | siehe Olympische Reiterspiele in Stockholm | siehe Olympische Reiterspiele in Stockholm | siehe Olympische Reiterspiele in Stockholm | siehe Olympische Reiterspiele in Stockholm | siehe Olympische Reiterspiele in Stockholm |                    |           |
| Ringen                    | Freistil           |                                            |                                            |                                            |                                            |                                            |                                            |                                            |                                            |                                            | 8                                          |                                            |                                            |                                            |                                            |                                            |                                            |                                            | 8                  | 29.718    |
| Ringen                    | Griech.-röm.       |                                            |                                            |                                            |                                            |                                            |                                            |                                            |                                            |                                            |                                            |                                            |                                            |                                            |                                            | 8                                          |                                            |                                            | 8                  | 29.718    |
| Rudern                    | Rudern             |                                            |                                            |                                            |                                            |                                            | 7                                          |                                            |                                            |                                            |                                            |                                            |                                            |                                            |                                            |                                            |                                            |                                            | 7                  | 25.974    |
| Schießen                  | Schießen           |                                            |                                            |                                            |                                            |                                            |                                            |                                            |                                            | 1                                          | 1                                          |                                            |                                            | 2                                          | 3                                          |                                            |                                            |                                            | 7                  | 1.407     |
| Schwimmsport              | Schwimmen          |                                            |                                            |                                            |                                            |                                            |                                            |                                            |                                            | 2                                          | 2                                          |                                            | 1                                          | 1                                          | 2                                          | 3                                          | 2                                          |                                            | 13                 | 90.835    |
| Schwimmsport              | Wasserball         |                                            |                                            |                                            |                                            |                                            |                                            |                                            |                                            |                                            |                                            |                                            |                                            |                                            |                                            |                                            | 1                                          |                                            | 1                  | 90.835    |
| Schwimmsport              | Wasserspringen     |                                            |                                            |                                            |                                            |                                            |                                            |                                            |                                            |                                            | 1                                          |                                            |                                            | 1                                          |                                            | 1                                          | 1                                          |                                            | 4                  | 90.835    |
| Segeln                    | Segeln             |                                            |                                            |                                            |                                            |                                            |                                            |                                            |                                            |                                            |                                            |                                            |                                            |                                            | 5                                          |                                            |                                            |                                            | 5                  |           |
| Turnen                    | Turnen             |                                            |                                            |                                            |                                            |                                            |                                            |                                            |                                            |                                            |                                            |                                            |                                            |                                            |                                            |                                            | 15                                         |                                            | 15                 | 47.390    |
| Schlussfeier              | Schlussfeier       |                                            |                                            |                                            |                                            |                                            |                                            |                                            |                                            |                                            |                                            |                                            |                                            |                                            |                                            |                                            |                                            |                                            |                    | 86.716    |
| Demonstrationswettbewerbe |                    |                                            |                                            |                                            |                                            |                                            |                                            |                                            |                                            |                                            |                                            |                                            |                                            |                                            |                                            |                                            |                                            |                                            |                    |           |
| Australian Football       |                    |                                            |                                            |                                            |                                            |                                            |                                            |                                            |                                            |                                            |                                            |                                            |                                            |                                            |                                            |                                            |                                            |                                            |                    |           |
| Baseball                  |                    |                                            |                                            |                                            |                                            |                                            |                                            |                                            |                                            |                                            |                                            |                                            |                                            |                                            |                                            |                                            |                                            |                                            |                    |           |
| Entscheidungen            | Entscheidungen     |                                            | 6                                          | 7                                          |                                            | 9                                          | 13                                         | 8                                          | 3                                          | 11                                         | 34                                         |                                            | 2                                          | 5                                          | 11                                         | 16                                         | 21                                         | 1                                          | 147                |           |
|                           |                    | Do. 22.                                    | Fr. 23.                                    | Sa. 24.                                    | So. 25.                                    | Mo. 26.                                    | Di. 27.                                    | Mi. 28.                                    | Do. 29.                                    | Fr. 30.                                    | Sa. 1.                                     | So. 2.                                     | Mo. 3.                                     | Di. 4.                                     | Mi. 5.                                     | Do. 6.                                     | Fr. 7.                                     | Sa. 8.                                     |                    |           |
| November                  | November           | November                                   | November                                   | November                                   | November                                   | November                                   | November                                   | November                                   | Dezember                                   | Dezember                                   | Dezember                                   | Dezember                                   | Dezember                                   | Dezember                                   | Dezember                                   | Dezember                                   |                                            |                                            |                    |           |

Farblegende

### Demonstrationssportarten
Wie schon bei den Olympischen Sommerspielen 1952 konnte das Organisationskomitee zwei Demonstrationswettbewerbe in das Programm aufnehmen: eine nationale Sportart und eine ausländische Sportart. Das OK entschied sich für
- Australian Football
- und Baseball.

Das Spiel im Australian Football fand am Freitag, 7. Dezember, zwischen zwei australischen Teams im Hauptstadion statt. Aufnahme in das olympische Programm hat diese Sportart, wie auch die US-amerikanische Variante, die 1932 Demonstrationssportart war, bisher nicht gefunden.
Das Baseballspiel fand sechs Tage zuvor, am Samstag, 1. Dezember, ebenfalls im Hauptstadion statt. Eine US-amerikanische Auswahl besiegte die australische Auswahl klar mit 11:3. Baseball war noch mehrfach Demonstrationssportart und gehörte von 1992 bis 2008 zum olympischen Programm.

## Sonstiges
In dem deutschen Spielfilm Sein letztes Rennen von 2013 versucht der Altersheimbewohner Paul (Dieter Hallervorden), fiktiver Goldmedaillengewinner im Marathon in Melbourne 1956, an seine ehemalige Form anzuknüpfen, um so dem tristen Heimalltag zu entkommen.